# Oliver Tree
Oliver Tree Nickell (* 29. června 1993 Santa Cruz) je americký hudebník. V roce 2017 podepsal smlouvu s Atlantic Records poté, co se jeho píseň „When I'm Down“ stala virální. V roce 2020 vydal své debutové studiové album Ugly Is Beautiful. Mezinárodního uznání dosáhl svými písněmi „Life Goes On“ a „Miss You“. Druhé studiové album Cowboy Tears vydal 18. února 2022.

## Kariéra

### 2010–2016: Začátky a přestávka
Svou sólovou kariéru pod jménem „Oliver Tree“ zahájil v roce 2010. Hudbu zpočátku vydával sám, vydal především album s názvem Splitting Branches, v roce 2011 ale podepsal smlouvu s R&S Records. Zpíval a hrál na kytaru ve ska kapele Irony, což byla jeho první zkušenost s veřejným vystupováním. Pod pseudonymem Kryph krátkou dobu produkoval dubstep a vystupoval na festivalech, například na Wobblelandu 2011 v San Franciscu.
Ve věku 18 let podepsal smlouvu s londýnským studiem R&S Records a vydal své debutové EP Demons. Součástí alba byl také cover písně „Karma Police“, jejíž použití schválil frontman skupiny Radiohead Thom Yorke. Tree si poté dal od kariéry pauzu, vrátil se do školy a studoval hudební techniku na California Institute of the Arts.

### 2016–2018: Návrat k hudbě aAlien Boy
V listopadu 2016 se Tree vrátil na scénu, když vystoupil v televizním pořadu Last Call with Carson Daly po boku producenta Gettera. Krátce po vydání skladby „When I'm Down“ Tree podepsal smlouvu s Atlantic Records a o měsíc později absolvoval California Institute of the Arts.
V únoru 2018 vydal své debutové EP s názvem Alien Boy společně s videoklipem „All That x Alien Boy“. Tento debut sám napsal a režíroval, přičemž tvorba zabrala více než devět měsíců. Pět měsíců strávil trénováním freestyle skákání monster trucků a všechny kaskadérské kousky v klipu sám absolvoval.
Tree se zúčastnil řady velkých festivalů, například Lollapalooza a Outside Lands Music and Arts Festival, vystoupil také jako speciální host na Coachella Valley Music and Arts Festival.

### 2018–2020:Ugly Is Beautifula singly

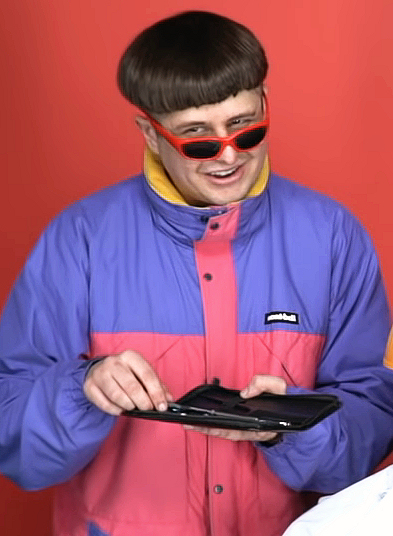
Oliver Tree ve Woody Show v únoru 2019

V průběhu let 2018 a 2019 Tree vydával nové singly, které se později staly součástí debutového alba Ugly Is Beautiful. 7. prosince 2018 vydal své druhé hudební video „Hurt“. Videoklip natočil na Ukrajině, přičemž opět napsal scénář a klip spolurežíroval. 11. dubna 2019 vydal další singl „Fuck“.
Jeho čtvrtý singl „Miracle Man“ byl vydán 7. června 2019 a během jednoho dne dosáhl klip 1,3 milionu zhlédnutí. Tree vydal své druhé EP Do You Feel Me? 2. srpna 2019.
6. prosince 2019 vydal singl „Cash Machine“ a zároveň oznámil, že své debutové album Ugly Is Beautiful vyjde 27. března 2020. 25. března 2020 ale uvedl, že kvůli pandemii covidu-19 bude zveřejnění odloženo. Album bylo nakonec vydáno 17. července 2020.
16. května 2020 Tree stanovil Guinnessův světový rekord pro největší koloběžku na světě.

### 2021–současnost: Deluxe verzeUgly Is Beautifula Cowboy Tears
Navzdory tvrzení, že odchází do důchodu, vydal 4. února 2021 singl „Out of Ordinary“. 28. května 2021 vydal deluxe verzi svého alba s názvem Ugly Is Beautiful: Shorter, Thicker & Uglier.
Později spolupracoval s ruskou rave kapelou Little Big a s rapperem Tommym Cashem vydal singl „Turn It Up“. 30. září 2021 vyšlo jejich společné EP Welcome to the Internet.
12. ledna 2022 vydal singl „Cowboys Don't Cry“ ze svého druhého alba Cowboy Tears. Album vyšlo 18. února 2022. 20. května 2022 vydal singl „I Hate You“, oznámil také své turné. V prosinci 2022 vydal deluxe verzi alba s názvem Cowboy Tears: Drown the World in a Swimming Pool of Sorrow.
3. března 2023 vydal singl „Here We Go Again“ s DJem a hudebním producentem Davidem Guettou. Další singl „Bounce“ vydal 20. června; ve stejný den vystoupil na festivalu Red Rocks Amphitheater v Coloradu a oznámil, že píseň je prvním singlem chystaného alba Alone in a Crowd, které vyjde 29. září 2023. 21. července vydal druhý singl z alba „One & Only“, třetí singl „Essence“ vyšel 1. září a podílela se na něm undergroundová taneční hudební skupinou Super Computer.

## Diskografie

### Studiová alba
- Ugly is Beautiful (2020)
- Cowboy Tears (2022)
- Alone in a Crowd (2023)

### Nezávislá alba
- Splitting Branches (2013)

### Extended plays
- Demons (2013)
- Alien Boy EP (2018)
- Do You Feel Me? (2019)
- Welcome to the Internet (s Little Big, 2021)

### Singly

#### Hlavní zpěvák
| Píseň                                        | Rok  |
| -------------------------------------------- | ---- |
| „When I'm Down“ (s Whethanem)                | 2016 |
| „All You Ever Talk About“ (s Whethanem)      | 2017 |
| „All I Got / Welcome to LA“                  | 2017 |
| „Cheapskate“                                 | 2017 |
| „Enemy“ (s Whethanem)                        | 2017 |
| „Upside Down“                                | 2018 |
| „Alien Boy“                                  | 2018 |
| „Movement“                                   | 2018 |
| „Hurt“                                       | 2018 |
| „Fuck“                                       | 2019 |
| „Miracle Man“                                | 2019 |
| „Cash Machine“                               | 2019 |
| „Let Me Down“                                | 2020 |
| „Bury Me Alive“                              | 2020 |
| „Let Me Down“ (feat. Blink-182)              | 2020 |
| „Out of Ordinary“                            | 2021 |
| „Life Goes On“                               | 2021 |
| „Turn It Up“ (s Little Big feat. Tommy Cash) | 2021 |
| „Cowboys Don't Cry“                          | 2022 |
| „Freaks & Geeks“                             | 2022 |
| „I Hate You“                                 | 2022 |
| „Placeholder“                                | 2022 |
| „Miss You“ (s Robinem Schulzem)              | 2022 |
| „Here We Go Again“ (s Davidem Guettou)       | 2023 |
| „Bounce“                                     | 2023 |
| „One & Only“                                 | 2023 |
| „Essence“ (feat. Super Computer)             | 2023 |
| „Fairweather Friends“                        | 2023 |
| „Ultraman“ (s Diplem)                        | 2024 |

#### Hostující zpěvák
| Píseň                                                      | Rok  |
| ---------------------------------------------------------- | ---- |
| „My Mind Is“ (NVDES feat. Oliver Tree)                     | 2016 |
| „Forget It“ (Getter feat. Oliver Tree)                     | 2016 |
| „Running“ (NVDES feat. Oliver Tree)                        | 2018 |
| „Pumpidup“ (Lorenzo feat. Oliver Tree)                     | 2019 |
| „Freefall“ (Whetnan feat. Oliver Tree)                     | 2020 |
| „Asshole“ (Lil Yachty feat. Oliver Tree)                   | 2020 |
| „Mr Regular“ (What So Not feat. Oliver Tree a Killer Mike) | 2022 |
| „Nothing's Perfect“ (Nghtmre feat. Oliver Tree)            | 2022 |
| „Sick of U“ (BoyWithUke feat. Oliver Tree)                 | 2022 |
| „Voices“ (KSI feat. Oliver Tree)                           | 2023 |

## Filmografie

### Televize
| Rok  | Titul                                | Role   |
| ---- | ------------------------------------ | ------ |
| 2019 | The Late Late Show with James Corden | on sám |
| 2020 | The Late Show with Stephen Colbert   | on sám |
| 2022 | Jimmy Kimmel Live!                   | on sám |
| 2023 | Royal Crackers                       | Zane   |

## Ceny a nominace
| Rok  | Ocenění                   | Kategorie                  | Výsledek | Ref    |
| ---- | ------------------------- | -------------------------- | -------- | ------ |
| 2020 | Guinnessův světový rekord | Největší koloběžka         | Vítěz    | [ 6 ]  |
| 2022 | Kids' Choice Awards       | Favorite Social Music Star | Nominace | [ 9 ]  |
| 2023 | Kids' Choice Awards       | Favorite Social Music Star | Nominace | [ 10 ] |